# Wilhelm Ziehr
Wilhelm Ziehr (Berlijn, 21 november 1938) is een Duits schrijver, historicus en lexicograaf. 
Hij heeft in Menorca (1996-2005) en Potsdam (2005-heden) gewoond. Hij bracht zijn jeugd door in Thüringen (Eisenberg, Abitur, 1957). Hij studeerde geschiedenis en filologie aan de Eberhard-Karls-Universiteit en de Sorbonne.

## Werken
- Schweizer Lexikon, 1991–1993,
- Weltreise, 1970–1974
- Gletscher, Schnee und Eis. Das Lexikon zu Glaziologie, Schnee- und Lawinenforschung in der Schweiz. 1993
- Diario del asedio de la fortaleza de San Felipe en la isla de Menorca, 2004
- Flügel der Ferne, 2017
- Zwischen Mond und ästhetischer Maschine, 2018